# NGC 4072
NGC 4072 é uma galáxia lenticular (S0) localizada na direcção da constelação de Coma Berenices. Possui uma declinação de +20° 12' 37" e uma ascensão recta de 12 horas, 04 minutos e 13,9 segundos.
A galáxia NGC 4072 foi descoberta em 3 de Abril de 1872 por Ralph Copeland.